# Приморское (Каланчакская поселковая община)
Приморское (укр. Приморське) — село в Каланчакской поселковой общине Скадовского района Херсонской области Украины.
Население по переписи 2001 года составляло 12 человек. Почтовый индекс — 75803. Телефонный код — 5530. Код КОАТУУ — 6523281303.

## История
В 1946 году указом ПВС УССР хутор Чурюм переименован в Приморский.

## Местный совет
75841, Херсонская обл., Каланчакский р-н, с. Алексеевка, ул. 40-летия Победы, 1